# Zenit Petersburg
Zenit Petersburg (ros. «Зенит» Санкт-Петербург, wym. /zʲɪˈnʲit ˈsankt pʲɪtʲɪrˈburɡ/) – rosyjski klub piłkarski z Petersburga; dziesięciokrotny mistrz Rosji.
Właścicielem klubu jest rosyjski gigant gazowy Gazprom.

## Historia
- 1925–1935 LMZ Leningrad; drużyna Leningradzkiego Zakładu Metalowego (ros. ЛМЗ; «Ленинградский металлический завод»)
- 1936–1939 Staliniec Leningrad (ros. «Сталинец» Ленинград)
- 1940–1991 Zenit Leningrad (ros. «Зенит» Ленинград)
- 1991– Zenit Petersburg (ros. «Зенит» Санкт-Петербург)

### Początki
Powstanie klubu datowane jest na rok 1925, kiedy to utworzono klub piłki nożnej przy zakładach metalurgicznych w Leningradzie.

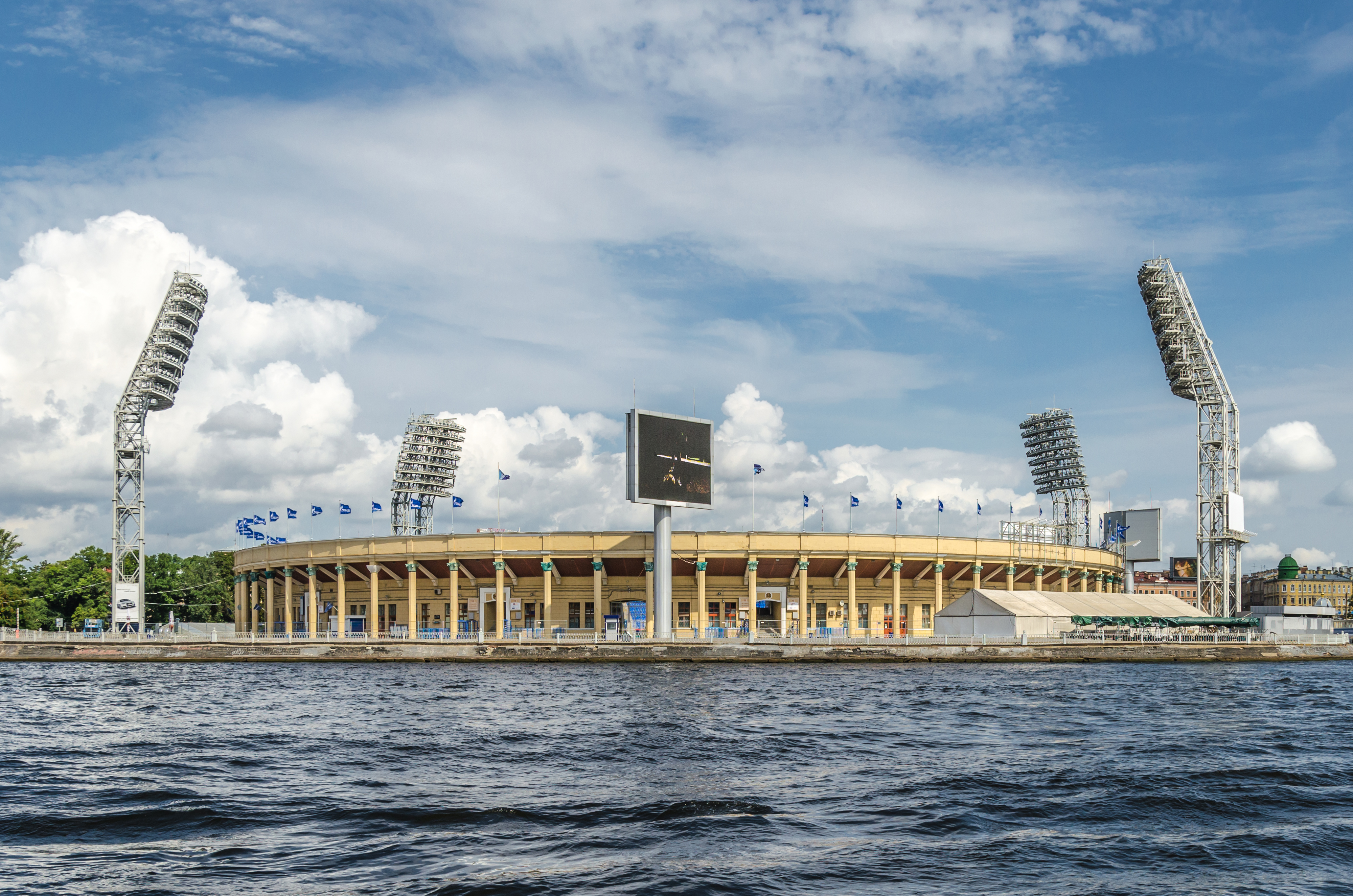
Poprzedni stadion klubu, Pietrowski.

Początkowo klub nosił nazwę Staliniec i należał do towarzystwa metalurgicznego, jednak w 1940 dołączył do federacji klubów związanych z przemysłem zbrojeniowym i zmienił nazwę na Zenit. Staliniec połączył się z innym klubem o nazwie Zenit, grającym w 2. lidze i przejął jego nazwę. Właścicielem drużyny były do 1990 Zakłady Optyczne Łomo (ЛОМО). Po przemianach w ZSRR utworzono w 1990 profesjonalny klub miejski. Swoje pierwsze trofeum Zenit wywalczył w 1944 roku, zdobywając wojenny Puchar ZSRR, pokonując CSKA Moskwa w finale. Klub zawsze cieszył się dużą popularnością w Leningradzie, jednak nie mógł przełożyć tego na pozycję w lidze. W 1967 roku Zenit zajął ostatnie miejsce w 1. lidze, jednak nie spadł z powodu decyzji władz o tym, że Leningrad musi mieć swojego przedstawiciela w ekstraklasie aż do 50. rocznicy rewolucji październikowej.
Największe sukcesy święcił Zenit w latach 80. W 1980 zdobył brązowy medal mistrzostw Związku Radzieckiego, w 1984 dotarł do finału krajowego pucharu i zdobył mistrzostwo kraju. W 1985 zdobył Puchar Sezonu. Po spadku z ligi w pierwszym sezonie ligi rosyjskiej w 1992 Zenit powrócił do ekstraklasy w 1996 roku i występuje tam do dziś.

### Nowa era
Na przełomie wieków klub notował udane sezony. W 1999 roku zdobył Puchar Rosji, zaś w 2002 doszedł do finału. W lidze zajmował 3. miejsce w 2001 i 2. w 2003. W 2003 został także jedynym w historii zdobywcą Pucharu Ligi Rosyjskiej. W grudniu 2005 Zenit został przejęty przez gazową firmę Gazprom, która obiecała szybki rozwój klubu i wybudowanie nowego stadionu. Był to moment zwrotny we współczesnej historii klubu.
W czerwcu 2006 roku trenerem drużyny został Holender Dick Advocaat. Prowadzona przez niego drużyna w 2007 roku po raz pierwszy w historii zdobyła mistrzostwo Rosji.

### Europejskie trofea
14 maja 2008 Zenit zdobył po raz pierwszy w historii Puchar UEFA po pokonaniu Glasgow Rangers 2:0 w finałowym spotkaniu rozegranym na City of Manchester Stadium. Bramki dla Zenitu w tym spotkaniu strzelili Igor Denisow i Konstantin Zyrianow. Zenit na swojej drodze po puchar, wyeliminował też m.in. Bayer Leverkusen i Bayern Monachium. Nad tymi drugimi Zenit zanotował efektowne zwycięstwo (4:1), co nie umknęło uwadze ekspertów stawiających Petersburżan w roli faworytów finału rozgrywek.
Puchar UEFA 2007/08
| 14 maja 2008 | Zenit Sankt Petersburg | 2:0(0:0) | Glasgow Rangers | City of Manchester Stadium, Manchester Widzów: 43 878 Sędzia: Peter Fröjdfeldt |
| 14 maja 2008 | Igor Dienisow 72' · Konstantin Zyrianow 90+4' | 2:0(0:0) | | City of Manchester Stadium, Manchester Widzów: 43 878 Sędzia: Peter Fröjdfeldt |
| Wiaczesław Małafiejew – Aleksandr Aniukow, Ivica Križanac, Roman Szirokow, Radek Šírl – Anatolij Tymoszczuk(kapitan), Konstantin Zyrianow, Igor Dienisow-Wiktor Fajzulin, Andrey Arshavin, Fatih Tekke; Trener: Dick Advocaat | Wiaczesław Małafiejew – Aleksandr Aniukow, Ivica Križanac, Roman Szirokow, Radek Šírl – Anatolij Tymoszczuk(kapitan), Konstantin Zyrianow, Igor Dienisow-Wiktor Fajzulin, Andrey Arshavin, Fatih Tekke; Trener: Dick Advocaat |          | Neil Alexander, Kirk Broadfoot, David Weir, Carlos Cuéllar, Saša Papac – Brahim Hemdani, Barry Ferguson(kapitan), Kevin Thomson – Steven Whittaker, Steven Davis, Jean-Claude Darcheville, Trener: Walter Smith | Neil Alexander, Kirk Broadfoot, David Weir, Carlos Cuéllar, Saša Papac – Brahim Hemdani, Barry Ferguson(kapitan), Kevin Thomson – Steven Whittaker, Steven Davis, Jean-Claude Darcheville, Trener: Walter Smith |

29 sierpnia 2008, w spotkaniu rozgrywanym na Stadionie Ludwika II w Monako, Zenit zwyciężył 2:1 angielski Manchester United, zdobywając tym sposobem swoje drugie europejskie trofeum – Superpuchar Europy.
Superpuchar Europy 2008
| 29 sierpnia 2008 | Zenit Sankt Petersburg | 2:1(1:0) | Manchester United | Stadion Ludwika II, Monako Widzów: 18 064 Sędzia: Claus Bo Larsen |
| 29 sierpnia 2008 | Pogriebniak 44' · Danny 59' | 2:1(1:0) | Vidić 73' | Stadion Ludwika II, Monako Widzów: 18 064 Sędzia: Claus Bo Larsen |
| Wiaczesław Małafiejew – Aleksandr Aniukow, Ivica Križanac, Sébastien Puygrenier, Radek Šírl – Anatolij Tymoszczuk(kapitan), Konstantin Zyrianow, Igor Dienisow, Danny – Alejandro Domínguez, Pawieł Pogriebniak; Trener: Dick Advocaat | Wiaczesław Małafiejew – Aleksandr Aniukow, Ivica Križanac, Sébastien Puygrenier, Radek Šírl – Anatolij Tymoszczuk(kapitan), Konstantin Zyrianow, Igor Dienisow, Danny – Alejandro Domínguez, Pawieł Pogriebniak; Trener: Dick Advocaat |          | Edwin van der Sar – Gary Neville(kapitan), Rio Ferdinand, Nemanja Vidić, Patrice Evra – Darren Fletcher, Paul Scholes, Anderson, Nani – Wayne Rooney, Carlos Tévez; Trener: Alex Ferguson | Edwin van der Sar – Gary Neville(kapitan), Rio Ferdinand, Nemanja Vidić, Patrice Evra – Darren Fletcher, Paul Scholes, Anderson, Nani – Wayne Rooney, Carlos Tévez; Trener: Alex Ferguson |

### Szukanie nowego
W grudniu 2009 roku klub objął włoski trener Luciano Spalletti. W 2012, po zdobyciu drugiego mistrzostwa kraju, dyrekcja klubu zdecydowała się na rekordowe zakupy. Za rekordową kwotę, 50 mln euro do Zenitu dołączył Brazylijczyk Hulk oraz Belgijski pomocnik Axel Witsel. Wzmocnienia te, nie przełożyły się na poprawę wyników gry zespołu, co doprowadziło do zwolnienia w styczniu 2014 roku Luciano Spallettiego z funkcji pierwszego trenera. Na jego następcę, w marcu 2014 r. został Portugalczyk Andre Villas Boas, poprzedni trener min: FC Porto, Chelsea i Tottenham Hotspur. Portugalczyk miał zmienić filozofię gry zespołu i odzyskać tytuł mistrza kraju.

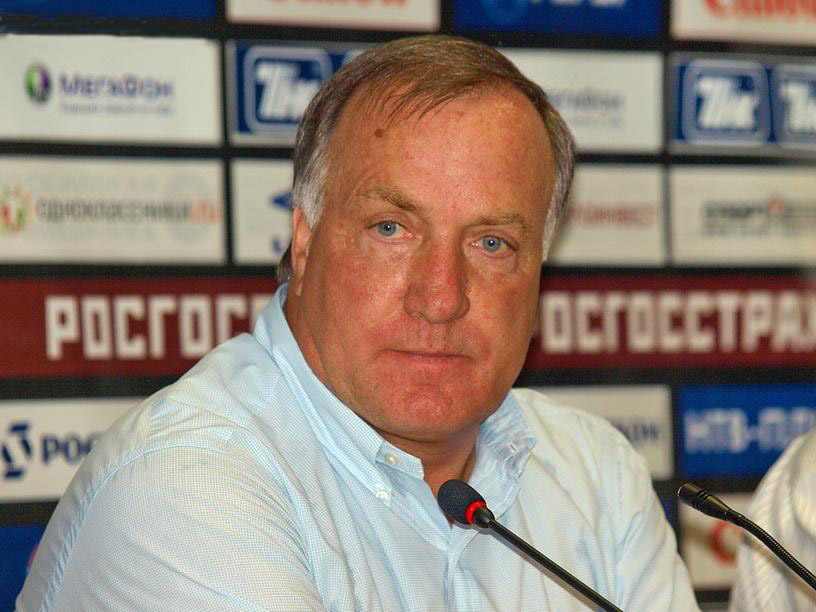
Dick Advocaat, trener drużyny w latach 2006–2009. Zdobywca pierwszego w historii klubu mistrzostwa kraju oraz Pucharu UEFA.

Zadanie udało się osiągnąć w maju 2015. Drużyna sięgnęła po piąty tytuł Mistrza Rosji, w 90 rocznice swojego istnienia. Do mistrzostwa Zenit dołożył Puchar Rosji, pokonując w finale Lokomotiw Moskwa po rzutach karnych. Świetne wyniki na rodzimym podwórku, nie przełożyły się na sukces w Lidze Europejskiej, z której w ćwierćfinale wyeliminowała ich hiszpańska Sevilla.
Przed rozpoczęciem sezonu 2015/16 Villas Boas poinformował, że po zakończeniu tego sezonu opuści rosyjski zespół. Rywalizację w Lidze Mistrzów ekipa z Petersburga zaczęła od fazy grupowej, gdzie osiągnęli najlepszy wynik w historii swoich startów w tych rozgrywkach. Wygrali 5 z 6 meczów i z pierwszego miejsca awansowali do 1/8 finału Ligi Mistrzów, gdzie zostali wyeliminowani przez portugalską Benficę. Krajowe rozgrywki Zenit zakończył na 3. miejscu za CSKA Moskwa i FK Rostów, co poskutkowało brakiem kwalifikacji do przyszłorocznych rozgrywek Ligi Mistrzów.
Zgodnie z zapowiedziami po sezonie z zespołem rozstał się Andre Villas Boas, a jego następcą ogłoszono byłego trenera Szachtara Donieck – Mirceę Lucescu. Już na początku pracy rumuński szkoleniowiec wywalczył swoje pierwsze trofeum. W lipcu 2016 roku w meczu o Superpuchar Rosji Zenit pokonał CSKA 1:0. W Lidze Europy, jesienią, wszystko przebiegało zgodnie z planem, Zenit wygrał rywalizację w swojej grupie. W październiku 2016 zespół został wyeliminowany z rozgrywek Pucharu Rosji po porażce 0:4 w meczu przeciwko Anży Machaczkała. Wiosna natomiast była serią rozczarowań dla rosyjskiej ekipy, bowiem w 1/16 finału Ligi Europy zostali wyeliminowani przez RSC Anderlecht, dodatkowo sezon ligowy ukończyli na 3. miejscu, co oznaczało, że po raz drugi z rzędu nie zagrają w rozgrywkach Ligi Mistrzów. Trener Lucescu został zwolniony, a jego następcą ogłoszono Włocha Roberto Manciniego.

## Sukcesy

### Międzynarodowe
W swojej historii Zenit wystąpił w 158 meczach europejskich pucharów (80 zwycięstw, 28 remisów, 46 porażek, różnica bramek 253:180; stan przed rozpoczęciem sezonu 2017/18)
| \| \| Zdobyte trofea w rozgrywkach międzynarodowych (stan na: 21-07-2017) \| |                                                                     |      |                           |
| Rozgrywki                                                                    | Osiągnięcie                                                         | Razy | Sezon(y)                  |
| · Liga Mistrzów · (Puchar Europy)                                            | zdobywca                                                            | –    |                           |
| · Liga Mistrzów · (Puchar Europy)                                            | finalista                                                           | –    |                           |
| · Liga Mistrzów · (Puchar Europy)                                            | 1/8 finału                                                          | 3    | 2011/12, 2013/14, 2015/16 |
| · Liga Europy · (Puchar UEFA)                                                | zdobywca                                                            | 1    | 2007/08                   |
| · Liga Europy · (Puchar UEFA)                                                | finalista                                                           | –    |                           |
| · Liga Europy · (Puchar UEFA)                                                | 1/4 finału                                                          | 2    | 2005/06, 2014/15          |
| · Puchar Zdobywców                                                           | zdobywca                                                            | –    |                           |
| · Puchar Zdobywców                                                           | finalista                                                           | –    |                           |
| · Superpuchar UEFA                                                           | zdobywca                                                            | 1    | 2008                      |
| · Superpuchar UEFA                                                           | finalista                                                           | –    |                           |
| · Puchar Intertoto                                                           | zdobywca                                                            | –    |                           |
| · Puchar Intertoto                                                           | finalista                                                           | 1    | 2000                      |
| FIFA                                                                         | Zdobyte trofea w rozgrywkach międzynarodowych (stan na: 21-07-2017) |      |                           |

### Krajowe
Rosja
| \| \| Zdobyte trofea w rozgrywkach Rosji (stan na: 20-06-2025) \| |                                                          |      |                                                            |
| Rozgrywki                                                         | Osiągnięcie                                              | Razy | Sezon(y)                                                   |
| · Mistrzostwo                                                     | I miejsce                                                | 10   | 2007, 2010, 2012, 2015, 2019, 2020, 2021, 2022, 2023, 2024 |
| · Mistrzostwo                                                     | II miejsce                                               | 4    | 2003, 2013, 2014, 2025                                     |
| · Mistrzostwo                                                     | III miejsce                                              | 4    | 2001, 2009, 2016, 2017                                     |
| · Puchar                                                          | zdobywca                                                 | 5    | 1999, 2010, 2016, 2020, 2024                               |
| · Puchar                                                          | finalista                                                | 1    | 2002                                                       |
| · Superpuchar                                                     | zdobywca                                                 | 8    | 2008, 2011, 2015, 2016, 2020, 2021, 2022, 2023             |
| · Superpuchar                                                     | finalista                                                | 3    | 2012, 2013, 2019                                           |
| Puchar Ligi                                                       | zdobywca                                                 | 1    | 2003                                                       |
| Puchar Ligi                                                       | finalista                                                | –    |                                                            |
| II liga                                                           | I miejsce                                                | –    |                                                            |
| II liga                                                           | II miejsce                                               | –    |                                                            |
| II liga                                                           | III miejsce                                              | 1    | 1995                                                       |
| Rosja                                                             | Zdobyte trofea w rozgrywkach Rosji (stan na: 20-06-2025) |      |                                                            |

ZSRR
| \| \| Zdobyte trofea w rozgrywkach Związku Radzieckiego (stan na: 1991 r.) \| |                                                                      |      |            |
| Rozgrywki                                                                     | Osiągnięcie                                                          | Razy | Sezon(y)   |
| Mistrzostwo                                                                   | I miejsce                                                            | 1    | 1984       |
| Mistrzostwo                                                                   | II miejsce                                                           | –    |            |
| Mistrzostwo                                                                   | III miejsce                                                          | 1    | 1980       |
| Puchar                                                                        | zdobywca                                                             | 1    | 1944       |
| Puchar                                                                        | finalista                                                            | 2    | 1939, 1984 |
| · Superpuchar                                                                 | zdobywca                                                             | 1    | 1985       |
| · Superpuchar                                                                 | finalista                                                            | –    |            |
| Puchar Ligi                                                                   | zdobywca                                                             | –    |            |
| Puchar Ligi                                                                   | finalista                                                            | 1    | 1986       |
| II liga                                                                       | I miejsce                                                            | –    |            |
| II liga                                                                       | II miejsce                                                           | –    |            |
| II liga                                                                       | III miejsce                                                          | 1    | 1936 (w)   |
|                                                                               | Zdobyte trofea w rozgrywkach Związku Radzieckiego (stan na: 1991 r.) |      |            |

## Obecny skład
Aktualny na 25 lutego 2023
| Nr | Poz. | Piłkarz              |
| -- | ---- | -------------------- |
| 1  | BR   | Stanisław Kriciuk    |
| 2  | OB   | Dmitrij Czistiakow   |
| 3  | OB   | Douglas Santos       |
| 4  | OB   | Danił Krugowoj       |
| 5  | PO   | Wilmar Barrios       |
| 7  | PO   | Zielimchan Bakajew   |
| 8  | PO   | Wendel               |
| 10 | NA   | Malcom               |
| 11 | NA   | Claudinho            |
| 14 | PO   | Daler Kuziajew       |
| 15 | OB   | Wiaczesław Karawajew |
| 17 | PO   | Andriej Mostowoj     |

| Nr | Poz. | Piłkarz                                     |
| -- | ---- | ------------------------------------------- |
| 19 | PO   | Aleksiej Sutormin                           |
| 21 | PO   | Aleksandr Jerochin                          |
| 23 | OB   | Arsien Adamow                               |
| 28 | OB   | Nuraly Alip                                 |
| 30 | NA   | Mateo Cassierra                             |
| 31 | PO   | Gustavo Mantuan (wypożyczony z Corinthians) |
| 33 | NA   | Iwan Siergiejew                             |
| 41 | BR   | Michaił Kierżakow                           |
| 55 | OB   | Rodrigão                                    |
| 71 | BR   | Daniił Odojewski                            |
| 77 | OB   | Robert Renan                                |

### Piłkarze na wypożyczeniu
| Nr | Poz. | Piłkarz                                                     |
| -- | ---- | ----------------------------------------------------------- |
|    | BR   | Nikita Goylo (w FK Niżny Nowogród do 30 czerwca 2023)       |
|    | BR   | Nikolay Rybikov (w FC Veles Moscow do 30 czerwca 2023)      |
|    | PO   | Yaroslav Mikhaylov (w FK Niżny Nowogród do 30 czerwca 2023) |

| Nr | Poz. | Piłkarz                                                          |
| -- | ---- | ---------------------------------------------------------------- |
|    | PO   | Kirill Stolbov (w Jeniseju Krasnojarsku do 30 czerwca 2023)      |
|    | NA   | Daniil Shamkin (w KAMAZ Nabierieżnyje Czełny do 30 czerwca 2023) |

## Stadion

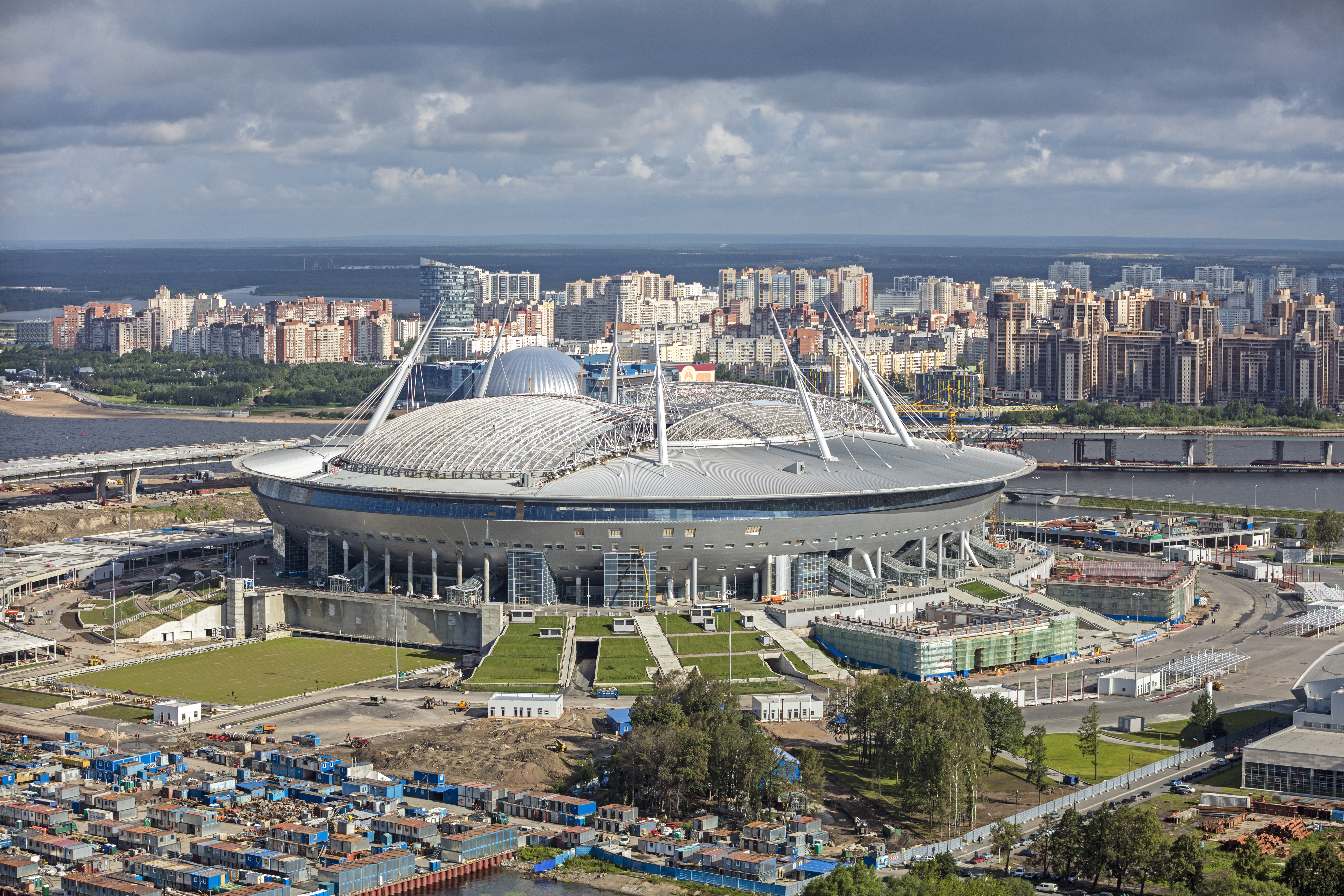
Nowy stadion Zenitu Kriestowskij

W kwietniu 2017 Zenit przeniósł się na nowo wybudowany stadion Kriestowskij, projektu Kisho Kurokawy. Arena budowana była przez jedenaście lat od 2006 do 2017 roku. W trakcie budowy kilkukrotnie zmieniano plany projektów, co wydatnie przełożyło się na wydłużenie czasu i podniesie kosztów budowy z planowanych 6,7 mld rubli na 42,7 mld.
Arena powstałą w miejscu byłego stadionu im. Kirowa. Pojemność stadionu wynosi 62 315, choć może zostać zwiększona na czas spotkań hokejowych. Znakiem rozpoznawczym jest rozsuwany dach i wysuwane na zewnątrz boisko. Na stadionie rozgrywane były cztery mecze Pucharu Konfederacji 2017 (w tym finał) oraz siedem spotkań Mistrzostw Świata 2018.

## Trenerzy

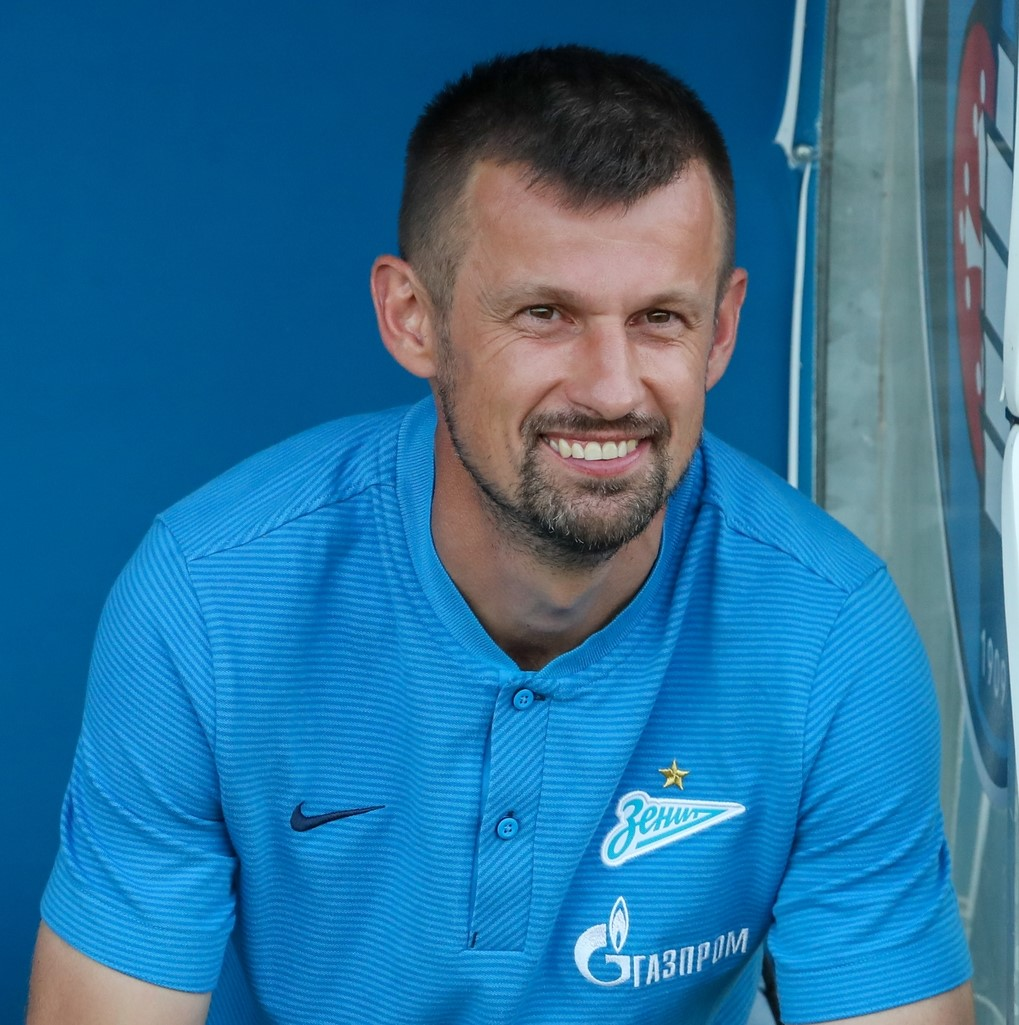
Siergiej Siemak, obecny trener klubu

- 1938  Borys Iwin
- 1938–1940  Konstantin Jegorow
- 1940  Piotr Filippow
- 1941–1945  Konstantin Liemieszow
- 1946  Michaił Butusow
- 1946–1948  Iwan Tałanow
- 1949–1950  Konstantin Liemieszow
- 1951  Gieorgij Łasin
- 1952–1954  Władimir Liemieszow
- 1954–1955  Nikołaj Liukszynow
- 1956–1957  Arkadij Ałow
- 1957–1960  Gieorgij Żarkow
- 1961–1964  Jewgienij Jelisiejew
- 1964–1966  Walentin Fiodorow
- 1967  Arkadij Ałow
- 1968–1970  Artiom Faljan
- 1970–1972  Jewgienij Gorianski
- 1973–1977  Gierman Zonin
- 1978–1982  Jurij Morozow
- 1983–1987  Pawieł Sadyrin
- 1987  Władimir Gołubiew
- 1988–1989  Stanisław Zawidonow
- 1989  Władimir Gołubiew
- 1990  Anatolij Końkow
- 1990  Wiaczesław Buławin
- 1991  Jurij Morozow
- 1992–1994  Wiaczesław Mielnikow
- 1995–1996  Pawieł Sadyrin
- 1997–1998  Anatolij Byszowiec
- 1998–2000  Anatolij Dawydow
- 2000–2002  Jurij Morozow
- 2002  Michaił Biriukow
- 2002  Borys Rappoport
- 2003–2006  Vlastimil Petržela
- 2006–2009  Dick Advocaat
- 2009  Anatolij Dawydow
- 2009–2014  Luciano Spalletti
- 2014–2016  André Villas-Boas
- 2016–2017  Mircea Lucescu
- 2017–2018  Roberto Mancini
- 2018–  Siergiej Siemak